# Chromadora macrolaima
Chromadora macrolaima är en rundmaskart som beskrevs av De Man 1998. Chromadora macrolaima ingår i släktet Chromadora och familjen Chromadoridae. Arten är reproducerande i Sverige. Inga underarter finns listade i Catalogue of Life.